# Heavy Hugs and Hula-Hula
Heavy Hugs and Hula-Hula è un cortometraggio muto del 1917. Il nome del regista non viene riportato nei credit del film prodotto dalla Vitagraph che aveva come protagonista Hughie Mack.

## Produzione
Il film fu prodotto dalla Vitagraph Company of America.

## Distribuzione
Distribuito dalla Greater Vitagraph (V-L-S-E), il film - un cortometraggio in una bobina - uscì nelle sale cinematografiche statunitensi il 14 maggio 1917.